# نيكو باير
نيكو باير هو مخرج ألماني، ولد في 15 يونيو 1964 في فيلهلمسهافن في ألمانيا.

## وصلات خارجية
- نيكو باير على موقع IMDb (الإنجليزية)
- نيكو باير على موقع ميوزك برينز (الإنجليزية)

- الموقع الرسمي